# Faugères, Hérault
Faugères är en kommun i departementet Hérault i regionen Occitanien i södra Frankrike. Kommunen ligger i kantonen Bédarieux som tillhör arrondissementet Béziers. År 2022 hade Faugères 555 invånare.

## Befolkningsutveckling
Antalet invånare i kommunen Faugères
Referens:INSEE